# Aspargessauce
Aspargessauce er en hvid sovs med skrællede, småtskårne kogte stykker asparges. Sovsen er velegnet til lyst kød. Den er et klassisk, dansk  tilbehør til lam, kogt skinke eller hamburgerryg. Sovsen kan tilsættes lidt af kødets kogevand for at tilføje smag.
| Mad og drikke | Spire Denne artikel om mad og drikke er en spire som bør udbygges. Du er velkommen til at hjælpe Wikipedia ved at udvide den. |